# Björklinge kyrka
Björklinge kyrka är en kyrkobyggnad i Björklinge socken och församling av Upplands Västra kontrakt av Uppsala stift i Uppland. Kyrkan ligger 20 kilometer norr om Uppsala.

## Kyrkobyggnaden

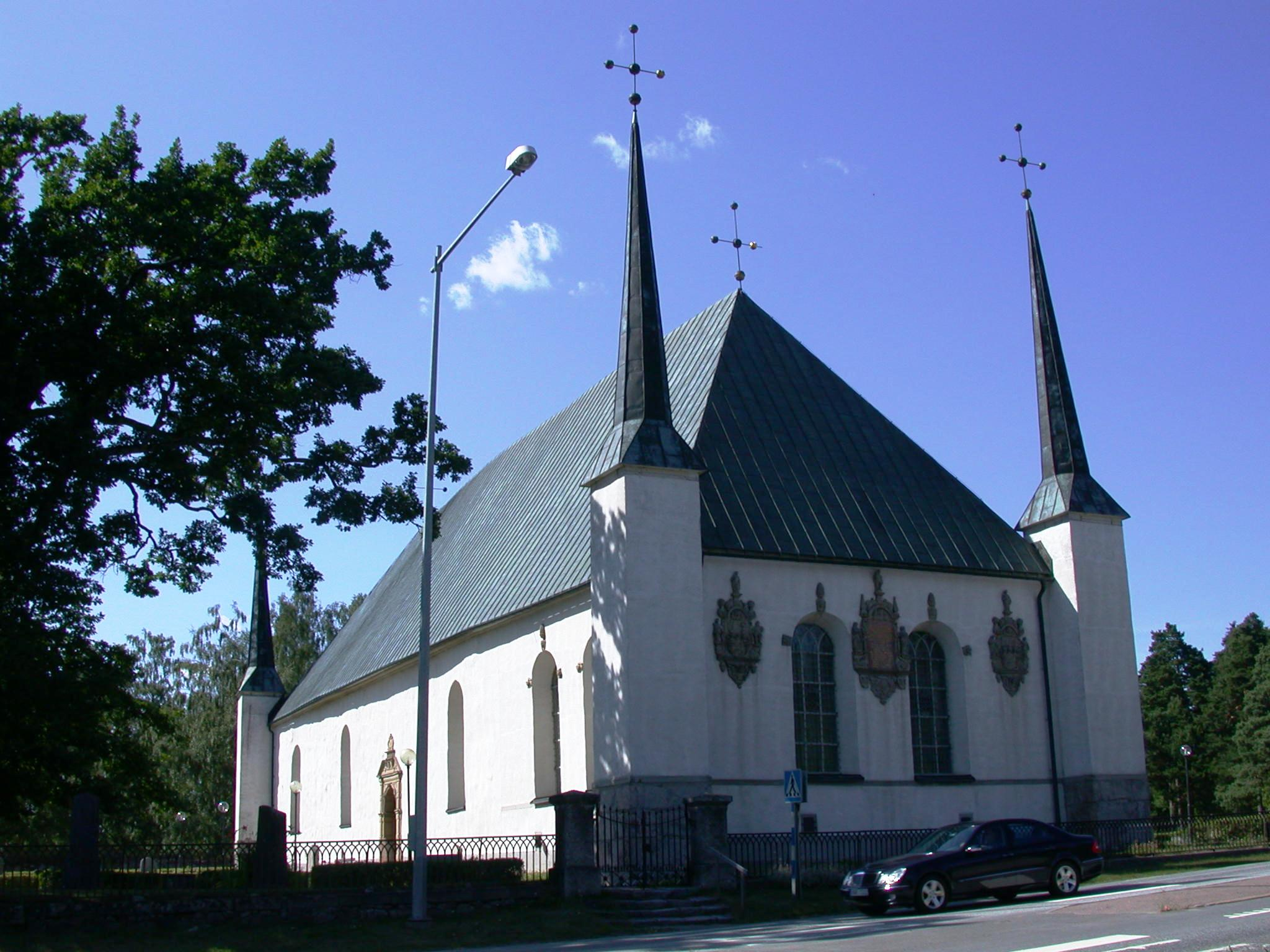
Björklinge kyrka från sydöst

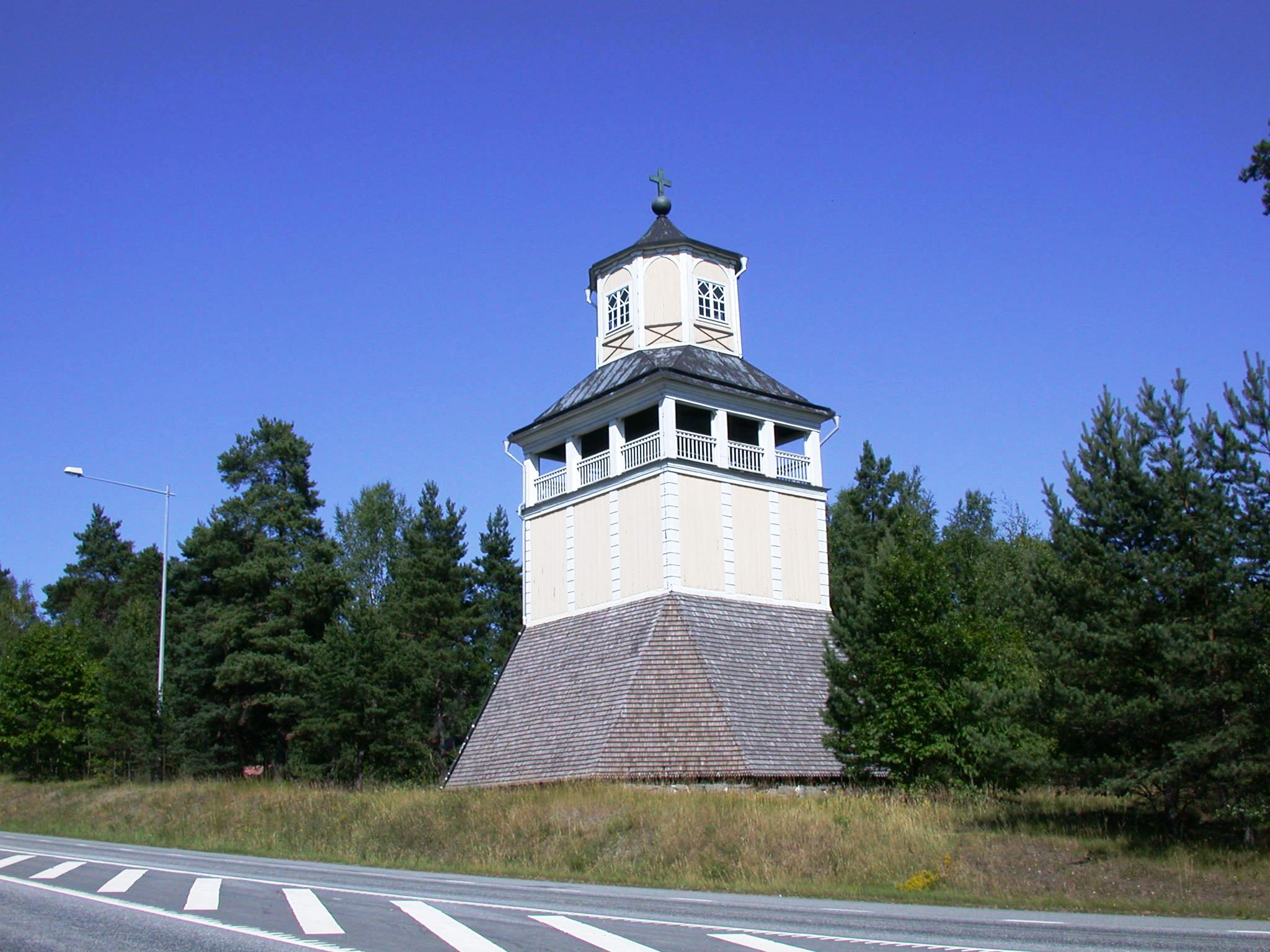
Björklinge klockstapel

Björklinge kyrka är belägen på en sydsluttning strax norr om Uppsala vid Gävlevägen (väg 600, gamla E4). Kyrkan består av ett rektangulärt långhus med fullbrett rakt avslutat kor samt en vidbyggd sakristia mot norr. Ingången finns mitt på södra långhusväggen. Kyrkan är putsad och täckt av ett valmat sadeltak i koppar. Fyra mindre torn med spira står i respektive hörn. En fristående klockstapel, byggd 1927, står på andra sidan Gävlevägen. I östgavelns mitt är en minnestavla i marmor infälld, flankerad av ätterna Kruus och Horns vapensköldar av kalksten. Även om kyrkan företer en blandning av olika stilar präglas helheten av 1600-talets stormaktstid.
På utsidan av kyrkan längs södra långhusväggen finns fyra runstenar uppställda. U 1045 och U 1046 står till vänster om ingången medan U 1047 och U 1048 står på högra sidan.

## Historik
Kyrkan var ursprungligen en gråstenskyrka, förmodligen anlagd i början av 1300-talet. Den var försedd med trätunnvalv vilka under 1400-talets första hälft ersattes med stjärnvalv av tegel. I mitten av århundradet försågs valven med kalkmålningar. Medeltidskyrkans vapenhus låg i söder. Runt 1470 förlängdes kyrkan västerut.
Under senare delen av 1600-talet fick kyrkan sin nuvarande utformning. Agneta Horn på Sätuna gav 1657 murarmästare Andreas Fischer (även omnämnd som Fipher) i uppdrag att omdana kyrkobyggnaden. Det gamla koret med rak östgavel revs. Kyrkan förlängdes österut till nuvarande längd med ett nytt, rakavslutat kor. Under det nya koret anlades ett gravkor, den så kallade Sätunagraven. Även det gamla vapenhuset revs och ett nytt uppfördes. Fönsteröppningar togs upp i norr och i söder vidgades de befintliga. Glasmålningar av hög kvalitet insattes 1658 i de elva fönstren. Fem ursprungliga glasmålningar är bevarade. Under denna period igenmurades de tidigare ingångarna i söder och väster, nya togs upp och försågs med praktfulla sandstensomfattningar av bildhuggare Johan Köpke. De för kyrkan så karaktäristiska hörntornen murades upp och hela kyrkan vitrappades. Vapenmotiven på östgaveln, se ovan, höggs av Fischer. En avbildning från 1600-talet visar att det utanpå rappningen målades ett tegelimiterande mönster. De invändiga murarna däremot vitlimmades. Ett korskrank tillverkades 1673 och delar av det fungerar nu som bänkskärm i korbänken. Samtidigt med korskranket tillverkades den gamla predikstolen, vilka båda kom att utgöra Gustav Kruus julklapp till kyrkan julen 1673. I koret står två så kallade pyramider, vilka är samtida med skranket. Då byggdes även läktaren.
Sin nuvarande gestaltning fick interiören vid en renovering 1917–1918 under ledning av Martin Olsson, sedermera riksantikvarie. De medeltida kalkmålningarna framtogs och interiören fick en ny färgsättning. Åren 1956–1958 utfördes en yttre renovering som bland annat omfattade att taket belades med kopparplåt. 1960 kompletterades de tomma korfönstren med målningar av konstnären Syster Marianne. Omkring 1990 utfördes vissa åtgärder: i lokaler under jord byggdes i norr, med nedgång från sakristian, bland annat samlingsrum och textilkammare. Uppe i koret, vid ingången till sakristian, anordnades ett litet så kallat kyrktorg. Vid den senaste renoveringen av kyrkan, som återinvigdes påsken 1992, monterades bland annat en ny ljudanläggning samt innerdörrar i stål och glas. Dessutom togs de gamla kalkmålningarna i kyrkans äldsta del fram.

## Inventarier

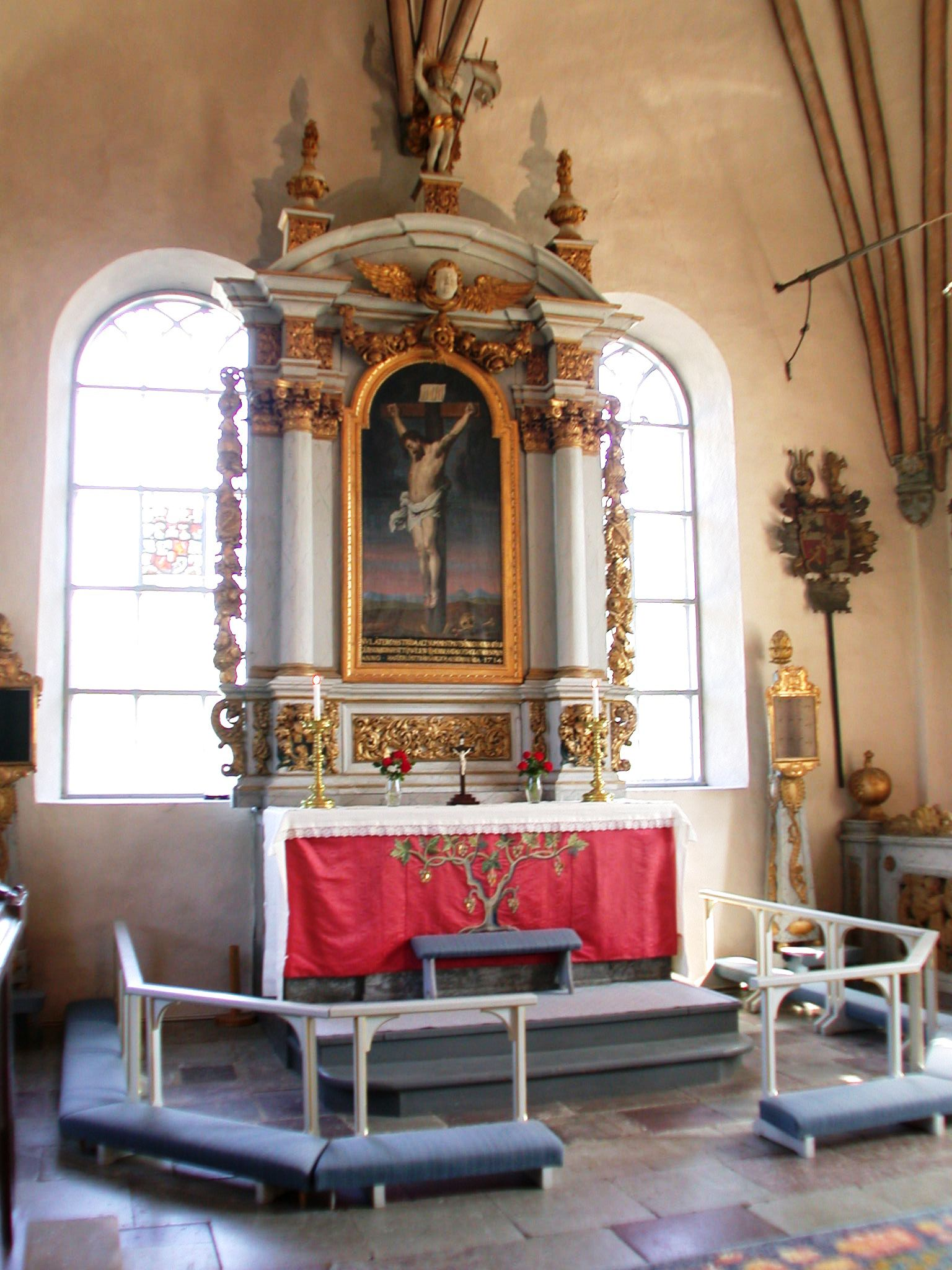
Altaret

Kyrkan utrustades från och med Gustaf Kruus begravning år 1692 och framåt i tiden med ett antal epitafier till minne av de adelspersoner, som begravdes i kyrkan. Utsmyckningsarbetet fortsatte under 1700-talet och 1714 ersattes det medeltida altarskåpet med den nuvarande altartavlan. 
- Kalkmålningar i främre delen: Ärentunamästaren (mälardalsskolan) från cirka 1450. I västra delen från 1470 är valvet målat av Tierpsskolan. Det märks en klar skillnad mellan de två delarna. Tierpsskolans ornamentik är frodigare än den äldre Mälarskolans.
- Dopfunt i sandsten, troligen från tidigt 1400-tal.
- Altarskåp av ek med skulpturer av ek och annat lövträ sannolikt från Lars Germundssons verkstad i Enköping och tidsmässigt från 1400-talets sista fjärdedel. Skåpet är nu placerat ovanför ingången till sakristian.
- Altaruppsats från 1714.
- Predikstol från 1847 av enklare snitt än dess föregångare, tillverkad av fabrikör Dahlman i Västerås för ett pris av 333 riksdaler och 16 skilling banco. Den gamla predikstolen beställdes av Gustaf Kruus den 25 juni 1673. Den skulle tillverkas av bildhuggaren Nicklas Schultz, som även tillverkade det gamla korskranket. Den gamla predikstolen, item korskranket, målades av Anders Lorenz och utgjorde julklapp till kyrkan julen 1673. Agneta Horn var död sedan 1672 och föremålen var även ägnade att hedra minnet av henne. Den gamla predikstolen kasserades 1847, men fanns i behåll ännu på 1880-talet, varefter den är spårlöst försvunnen.
- Glasmålningar i fem fönster från 1658.
- Glasmålningar, som ersättning för sex förlorade, av nunnan och konstnären Syster Marianne 1960.
- Två huvudbaner och anvapen på sydväggen för Carl Casper och Lars Wrede.

## Orglar

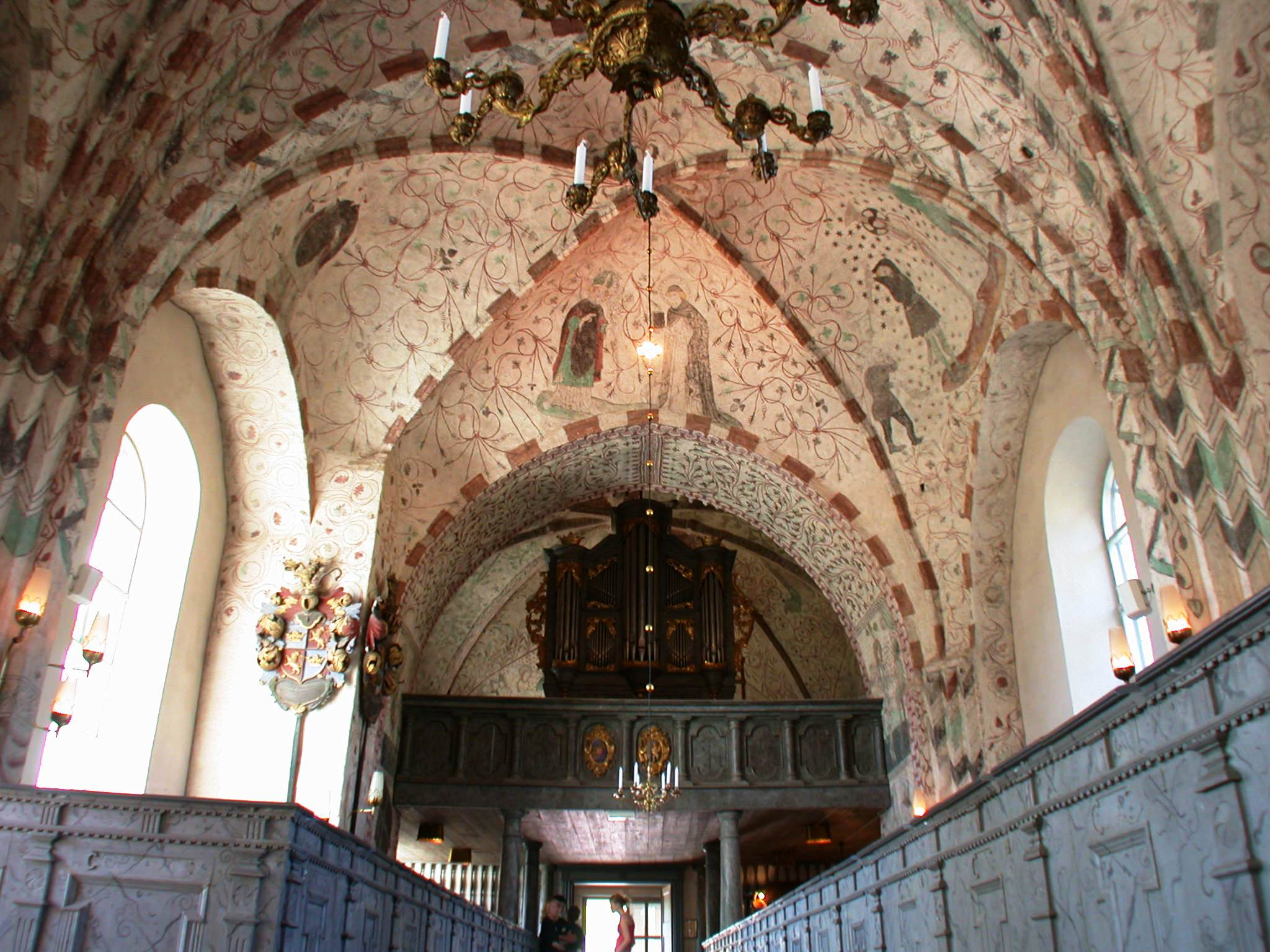
Björklinge kyrka: Hedlundsorgeln på västläktaren

### Hedlundsorgeln
År 1739 fick orgelbyggare Olof Hedlund, Stockholm, i uppdrag att bygga kyrkans första piporgel. Hedlundsorgeln stod oanvänd efter år 1931, då en ny pneumatisk orgel uppfördes av firma Åkerman & Lund bakom Hedlunds orgel. Den pneumatiska orgeln fungerade allt sämre och från 1963 användes en ny kororgel från Grönlunds orgelbyggeri.
Hedlundsorgeln bedömdes nu som en raritet och restaurerades 2001–2002 av Bergenblad & Jonsson och togs åter i bruk den 10 november 2002.
Kronologi
- 1740: Orgelbyggare Olof Hedlund, Stockholm, bygger ett 8-stämmigt positiv. Ljudande fasad med hela Principal 8'. Undertangenter bruna (30 st) och övertangenter svarta med vit beläggning (21 st).

Ursprunglig disposition enligt kontrakt med friherre Otto Fleming 1739 och manuskript av Abraham Abrahamsson Hülphers:
| Manual C-c³            |
| Quintadena 16'         |
| Principal 8' (fasad)   |
| Octava 4'              |
| Spits:flöt 4'          |
| Qvinta 3' (eg. 2 2/3’) |
| Octava 2'              |
| Mixtur IV chor.        |
| Trompet 8’             |
| Sperventil             |
| Kanaltremulant         |

- 1779: Renovering av organisten och orgelbyggaren Nicolaus Söderström, Nora (1730–1810), som bland annat delar trumpetstämman i bas/diskant.
- 1851: Renovering av häradsskrivaren, godsägaren och bygdeorgelbyggaren Pehr Olof Gullbergson, Lillkyrka (1780–1864), som byter ut Qvinta 3' mot Fugara 8’ och sätter dit en bihangspedal.
- Efter 1800-talets mitt: Renovering varvid Spits:flöt 4' byts ut mot Vox candida 8'
- 1881: Reparation av byggmästaren, kyrkvärden och amatörorgelbyggaren Johan Edberg, Björklinge (1810–1888). Möjligen är det han som byter ut Mixtur IV chor mot Flöjt 4'.
- 1918: Reparation av orgelbyggare E. H. Erikson.
- 1931: Firma Åkerman & Lund Orgelbyggeri, Sundbyberg, uppför enligt ett förslag av fil. lic. Bertil Wester (1902–1976), en ny rörpneumatisk orgel bakom Hedlunds positiv, som ansluts till den nya orgelns bälgverk. Det gamla skrymmande bälghuset rivs, men för övrigt lämnas det äldre verket i stort sett orört.
- 2001–2002: Åkerman & Lunds orgel från 1931 rivs och Olof Hedlunds positiv restaureras av orgelbyggarna Bergenblad & Jonsson i Nye (bild). Projektansvarig är orgelkonsult Carl-Gustaf Lewenhaupt och kontrollant organist Mats Åberg, Falun. Ursprunglig väderlåda. Den delade trumpetstämman från 1779 behålls. Tonhöjd: korton a¹ = 455 Hz, temperering enligt Neidhard 1729.

Nuvarande disposition
| Manual C-c³                                 | Pedal C-c¹ |
| Qvintadena 16'                              | bihängd    |
| Principal 8' (fasad)                        |            |
| Octava 4'                                   |            |
| Spitsflööt 4' (rekonstruerad 2002)          |            |
| Quinta 3' (eg. 2 2/3’) (rekonstruerad 2002) |            |
| Octava 2'                                   |            |
| Mixtur IV chor. (rekonstruerad 2002)        |            |
| Trompet 8’, B/D                             |            |
| Sperrventil                                 |            |
| Kanaltremulant                              |            |

### Kororgeln
Helmekanisk orgel byggd 1963 av Grönlunds Orgelbyggeri, Gammelstad. Arkitekt: Jörgen Fåk, intonatör: Walter Thür, kontrollant: Henry Lindroth.
Disposition
| Huvudverk C-g³     | Bröstverk C-g³   | Pedalverk C-f¹ | Koppel              |
| Rörflöjt 8'        | Gedackt 8'       | Subbas 16'     | Bröstverk/huvudverk |
| Principal 4'       | Rörflöjt 4'      | Kvintadena 16' | Huvudverk/pedalverk |
| Spetsflöjt 4'      | Principal 2'     | Gedackt 8'     | Bröstverk/pedalverk |
| Waldflöjt 2'       | Cymbel III chor. | Koppelflöjt 2’ |                     |
| Sifflöjt 1'        | Dulcian 8’       | Fagott 16’     |                     |
| Mixtur III-IV chor | Tremulant        | Rörskalmeja 4’ |                     |

Orgeln är numera såld och flyttad till Borgenkyrkan i Tierp. Kyrkans nuvarande kororgel från 1999 är en digitalorgel av märket Allen. Den har tre manualer och pedal och 56 stämmor. Spelbar i koret, klingande både i koret och på läktaren.

## Gravkor
I kyrkan finns sammanlagt tre större gravkor / gravvalv: Förutom det ovan nämnda Sätunakoret finns det så  kallade Sandbrokoret (Sandbro gravkor) samt det så kallade Närlingekoret (Närlinge gravkor), tillkommet 1688. De två sistnämnda koren öppnades senast år 1859 för undersökning och är sedan dess stängda såsom gravar och ej öppna för besök.

## Gravar
Förutom ovan nämnda gravkor finns det en mängd andra gravar i och utanför kyrkan. 
- I kyrkans huvudkor finns på norra sidan (strax öster om predikstolen) en stor gravtumba av öländsk marmor. Den tillhör riksrådet, greve Otto Fleming (1696-1778) och hans gemål Catharina Charlotta Gyllengrip (1700-1784).
- I sakristian ligger Andreas Campanius och hans hustru begravda under en stenhäll. Campanius var klockarson från Rimbo. Han var född Andreas Michaelis, och kallade sig Campanius, som ju är det latinska ordet för klockare. Klockarsonen Andreas Michaelis Campanius slutade sina dagar som kontraktsprost och riksdagsman i Björklinge.[1]
- Bror Hjorth och hans maka samt föräldrar vilar i en grav på kyrkogården.

### Askgravlund
Den nya askgravlunden invigdes den 30 oktober 2009 klockan 19.00 av kontraktsprosten Lars-Ove Sjöstedt och kyrkoherden Gudrun Rosén.

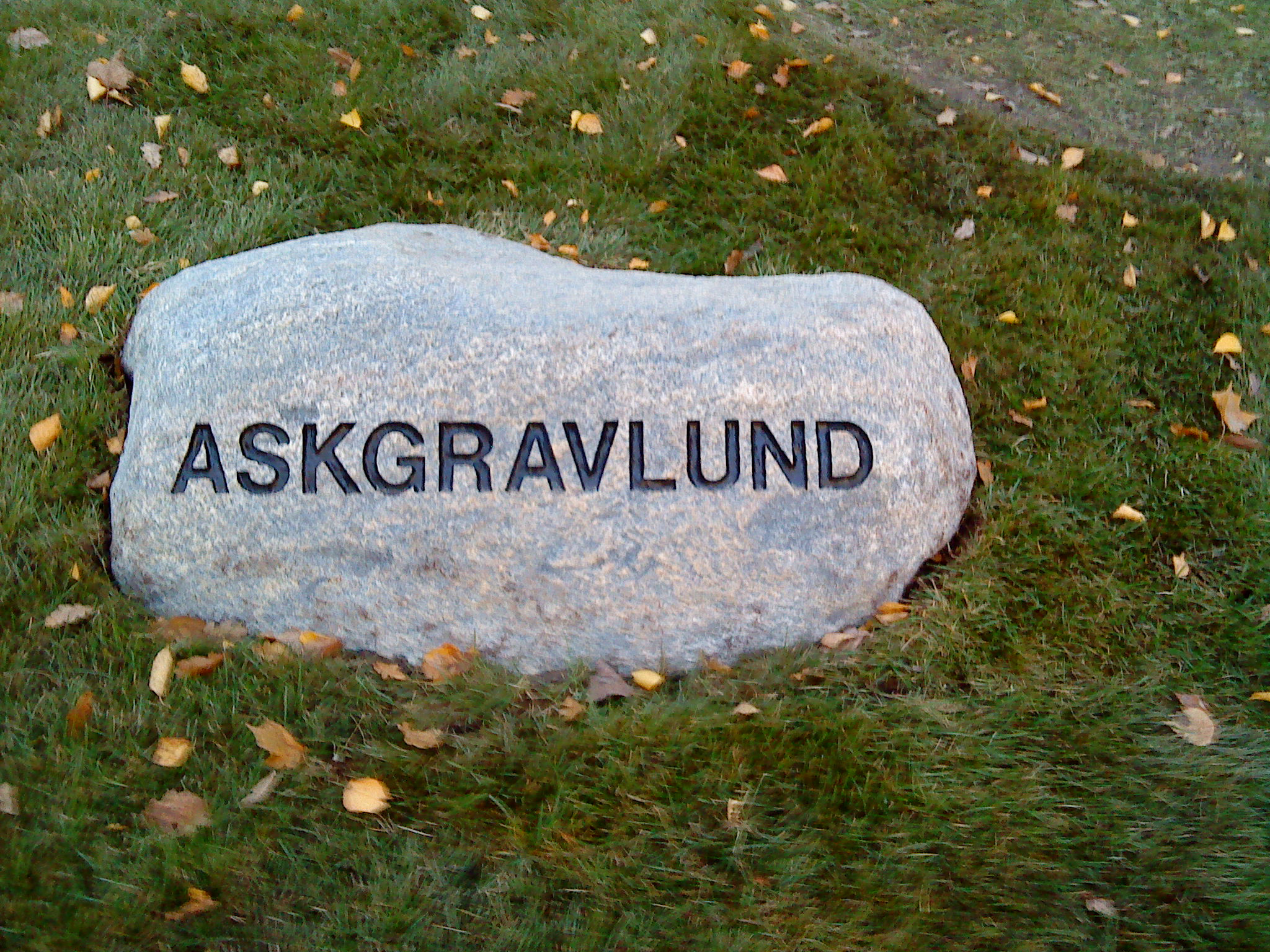
Askgravlunden.
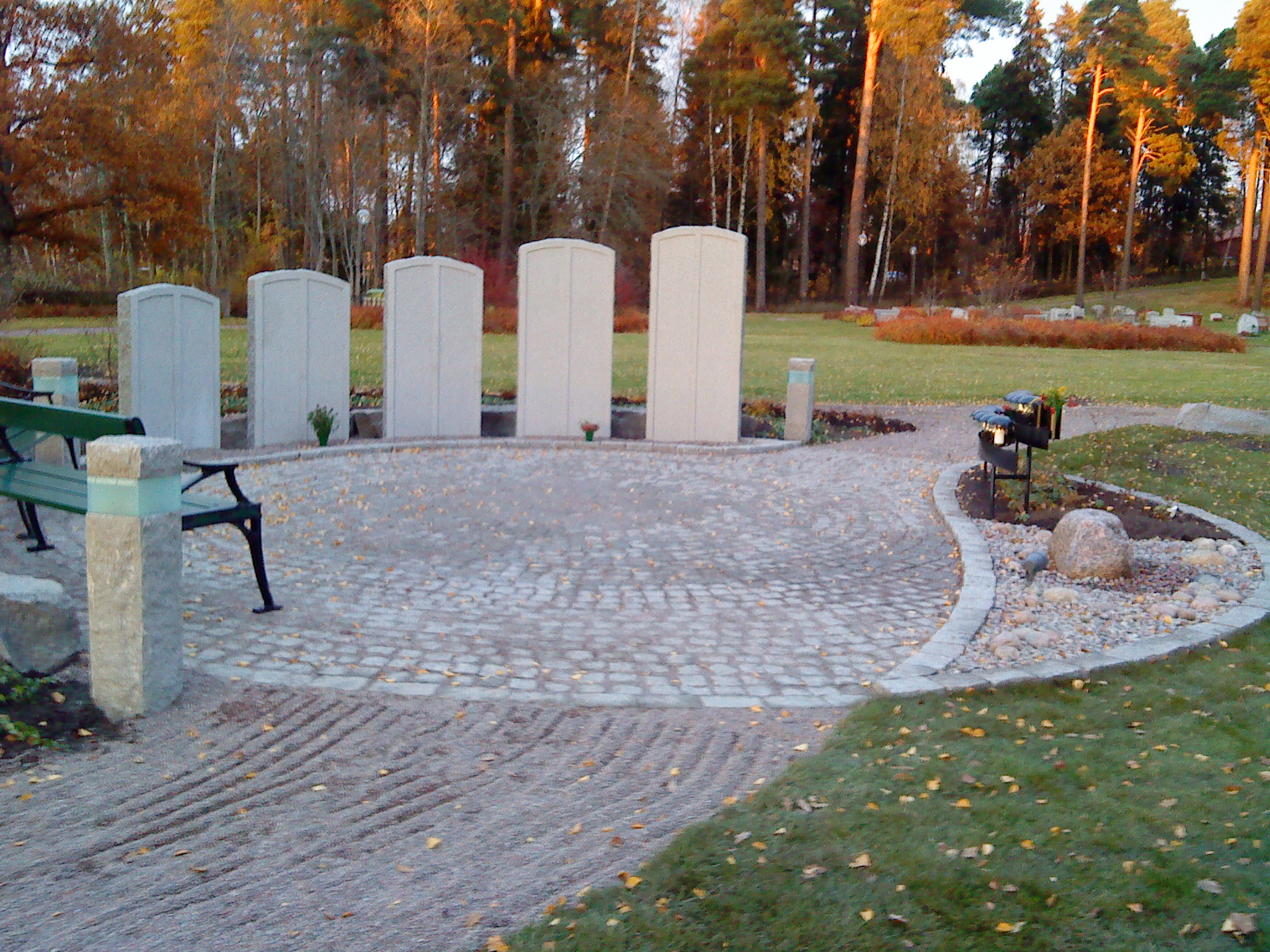
Askgravlundens 5 megaliter.
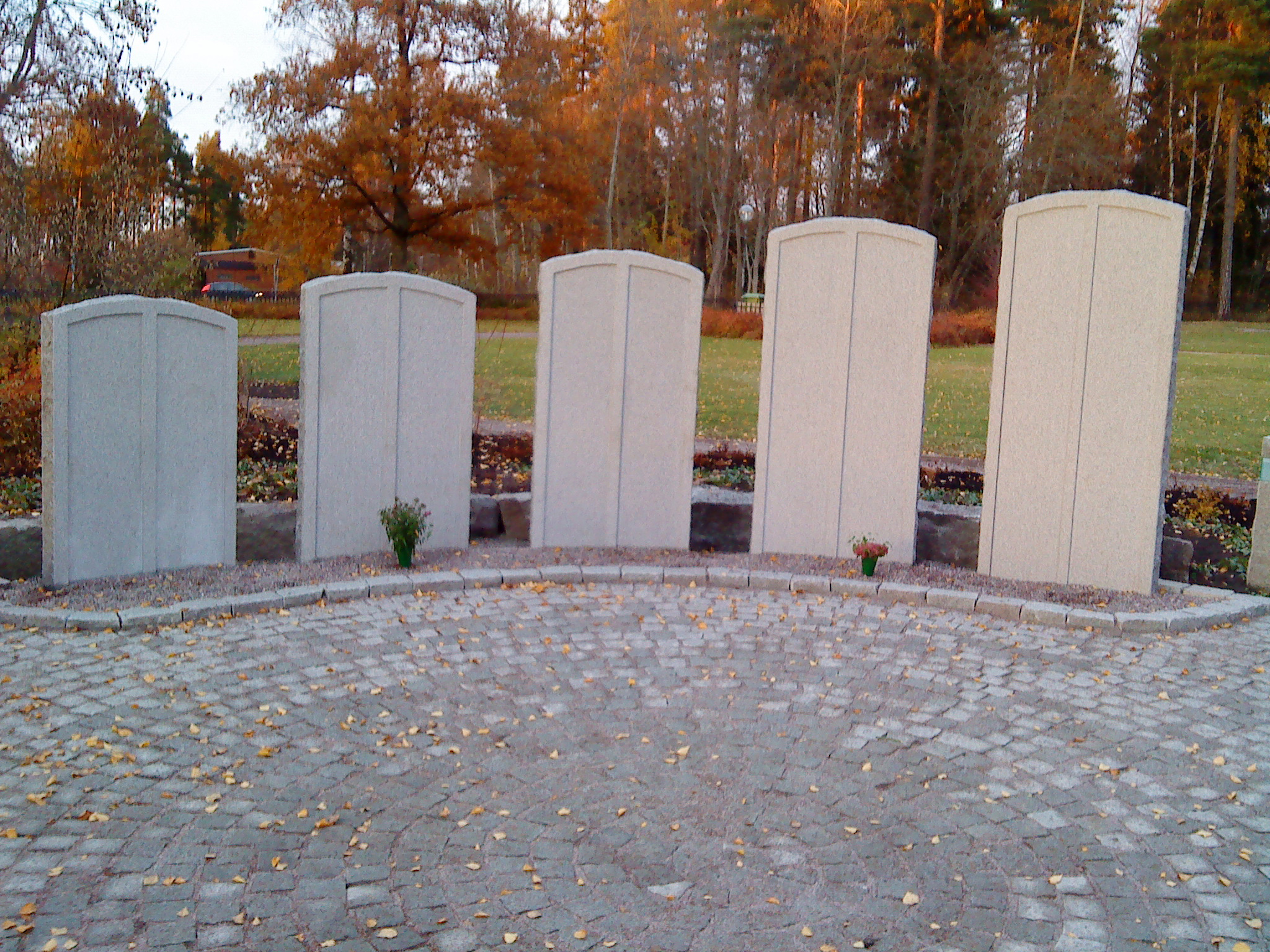
Askgravlunden.
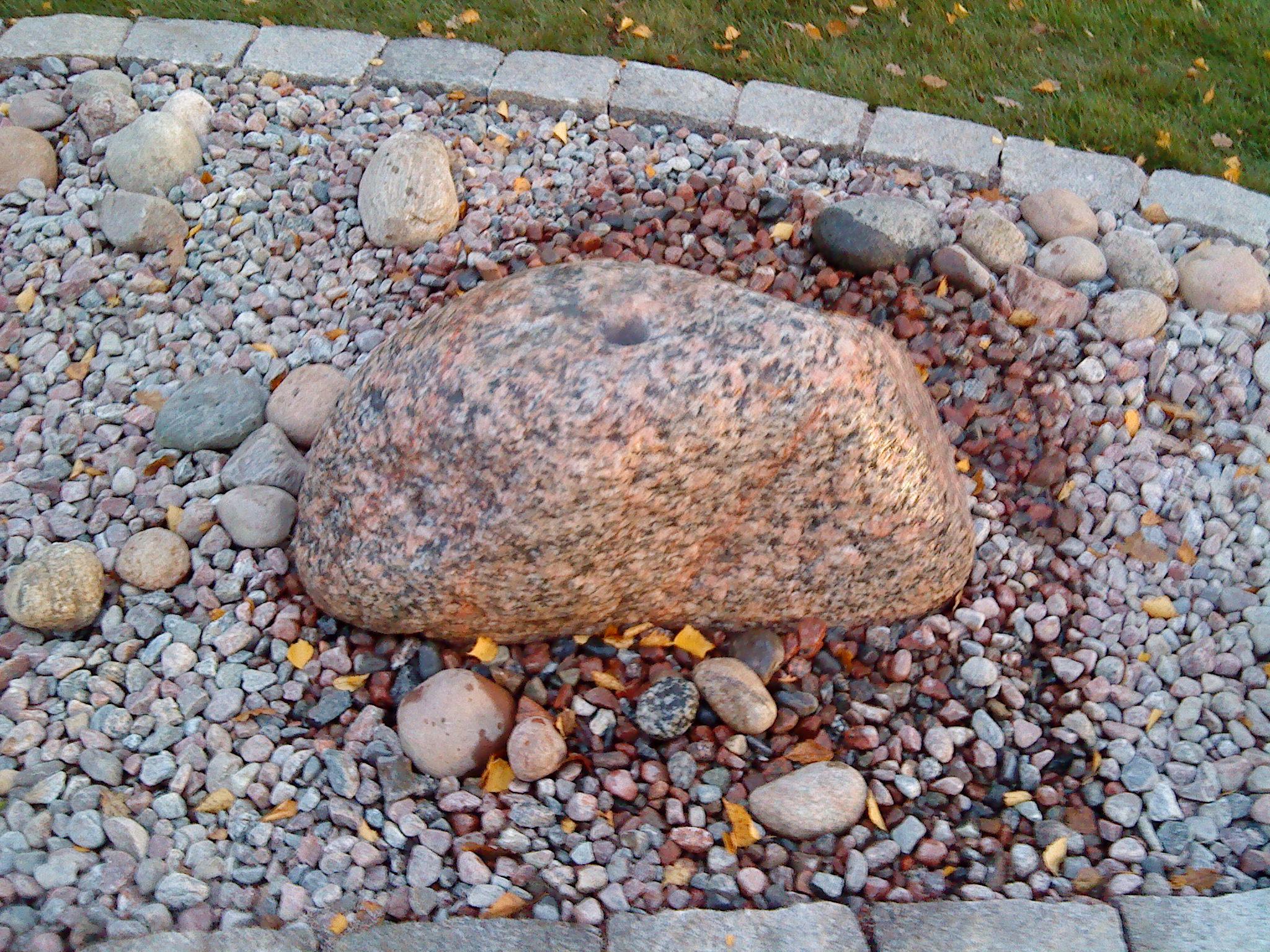
Askgravlunden - Stenen i centrum.

## Epitafier
Det finns en större mängd epitafier (begravningsvapen), upphängda på kyrkans väggar. Dessa användes i samband med adelsmäns begravning. De bars i processionen. Först bars ett så kallade huvudbaner, innehållande den dödes vapensköld med mera samt en inskription med data om den avlidne. Jämte detta bars ofta den dödes förfäders vapen, så kallade anvapen, dels fäderne, dels möderne. I vissa fall anbringades anvapnen på själva huvudbaneret. I andra fall kunde huvudbaneret på sidorna ha anvapnen hopkomponerade.

## Tidegärden
Fyra fönster i koret har glasmålningar, vilka föreställer den så kallade tidegärden. Södra väggen har fönstermålningar som avbildar matutinen samt laudes. Fönstren på norra sidan har vespern (närmast altaret) samt completoriet. Målningarna har utförda av Syster Marianne i Alsike kloster:

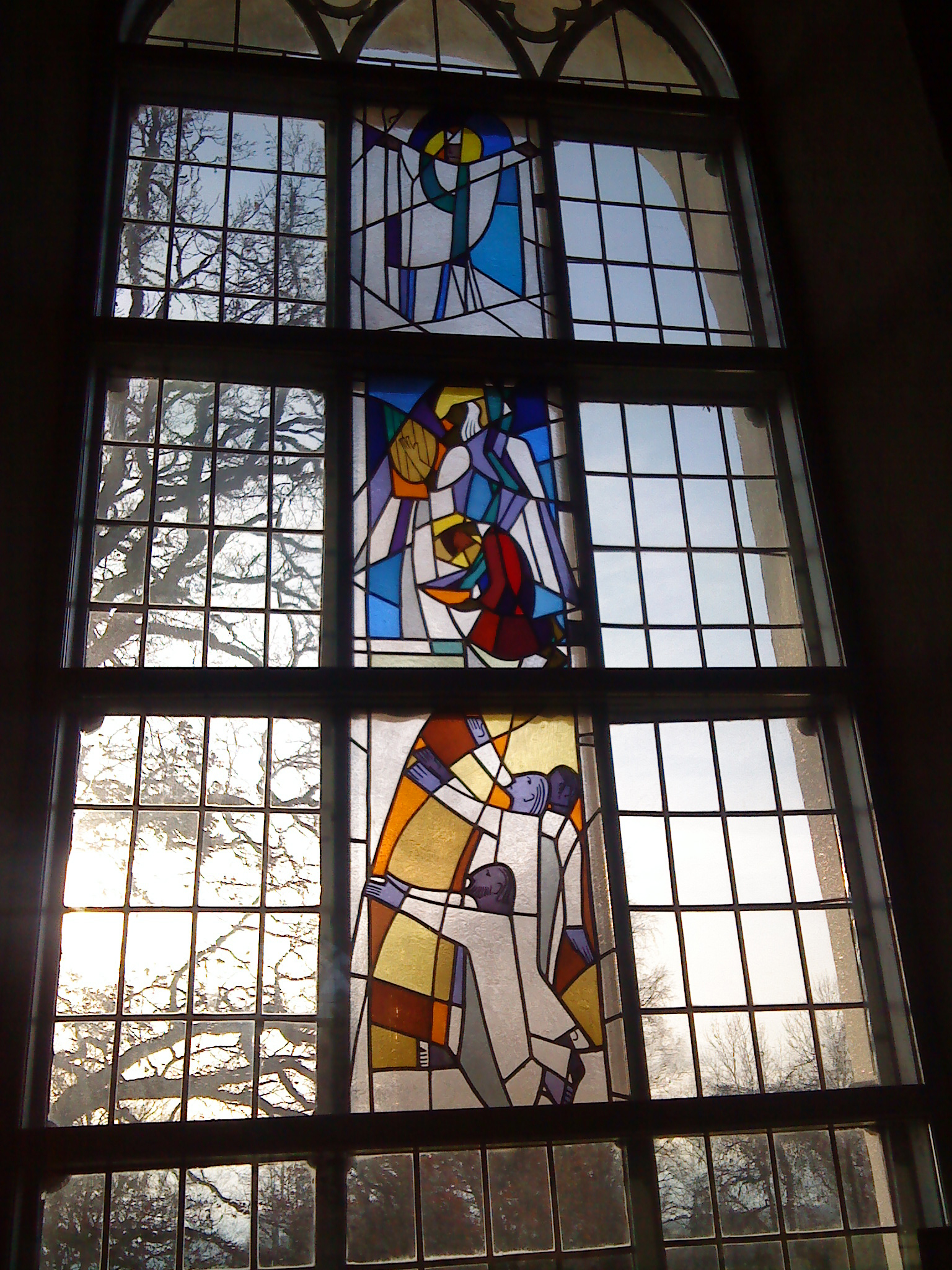
Matutinen.
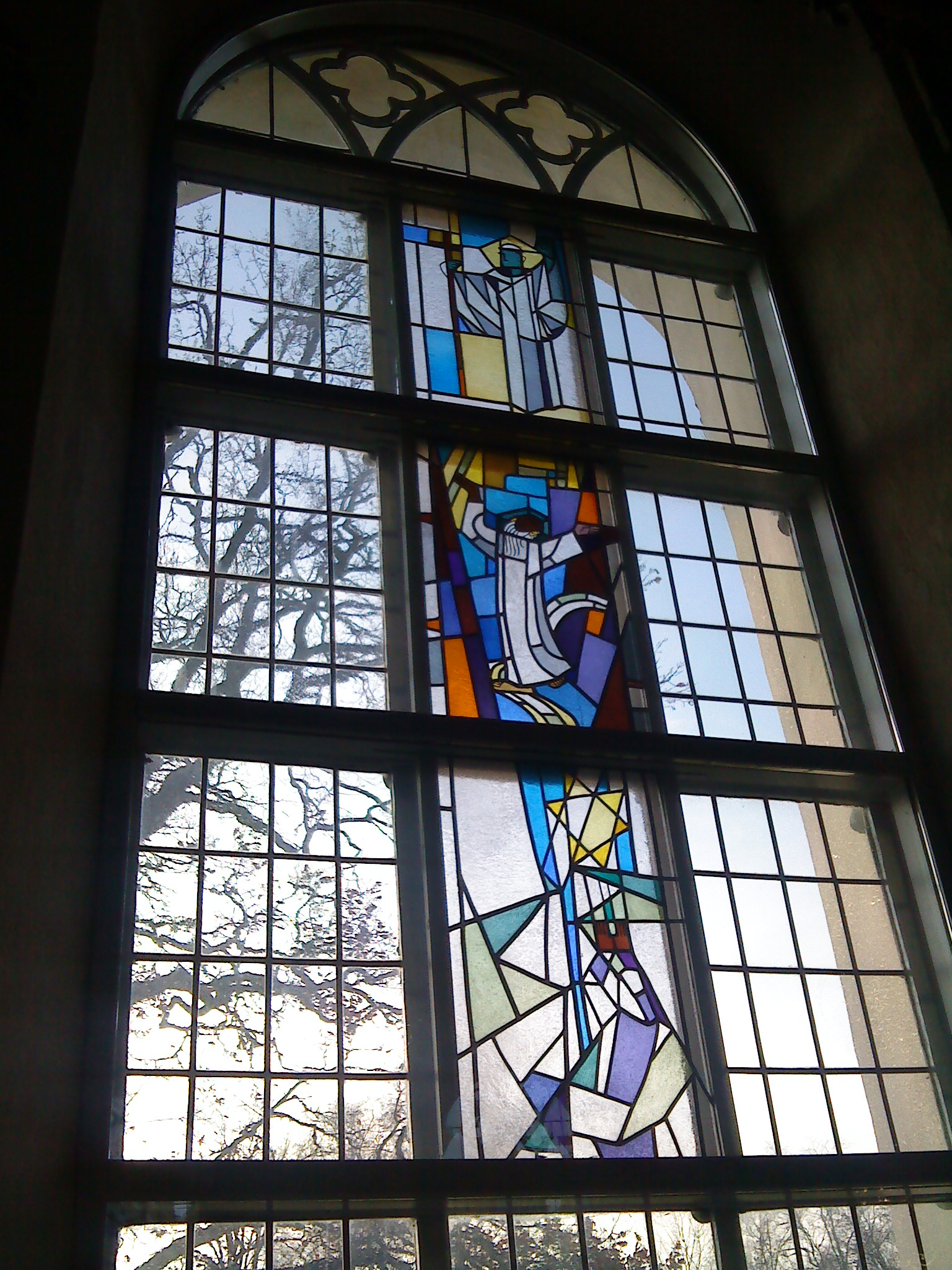
Laudes.
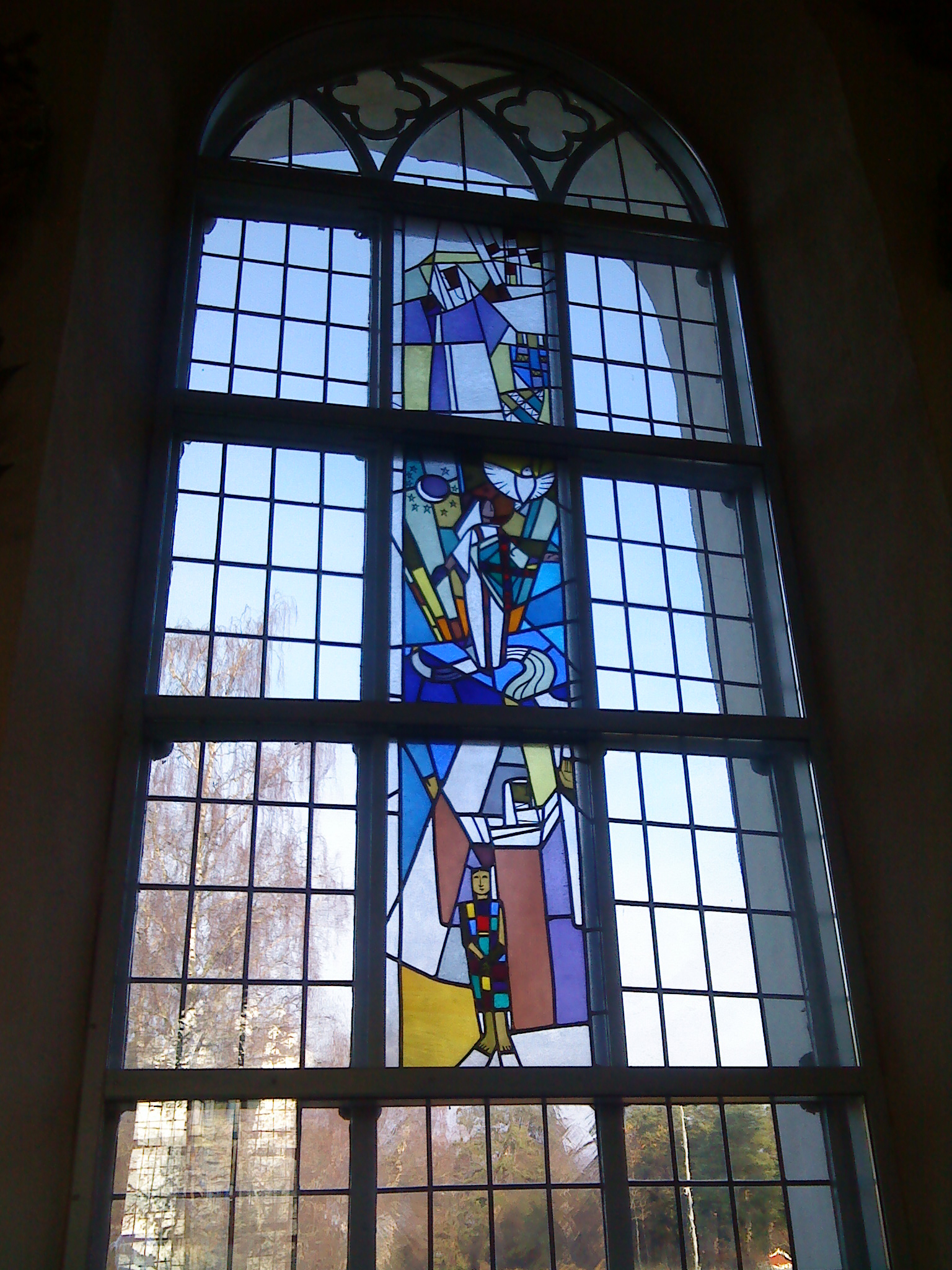
Vespern.
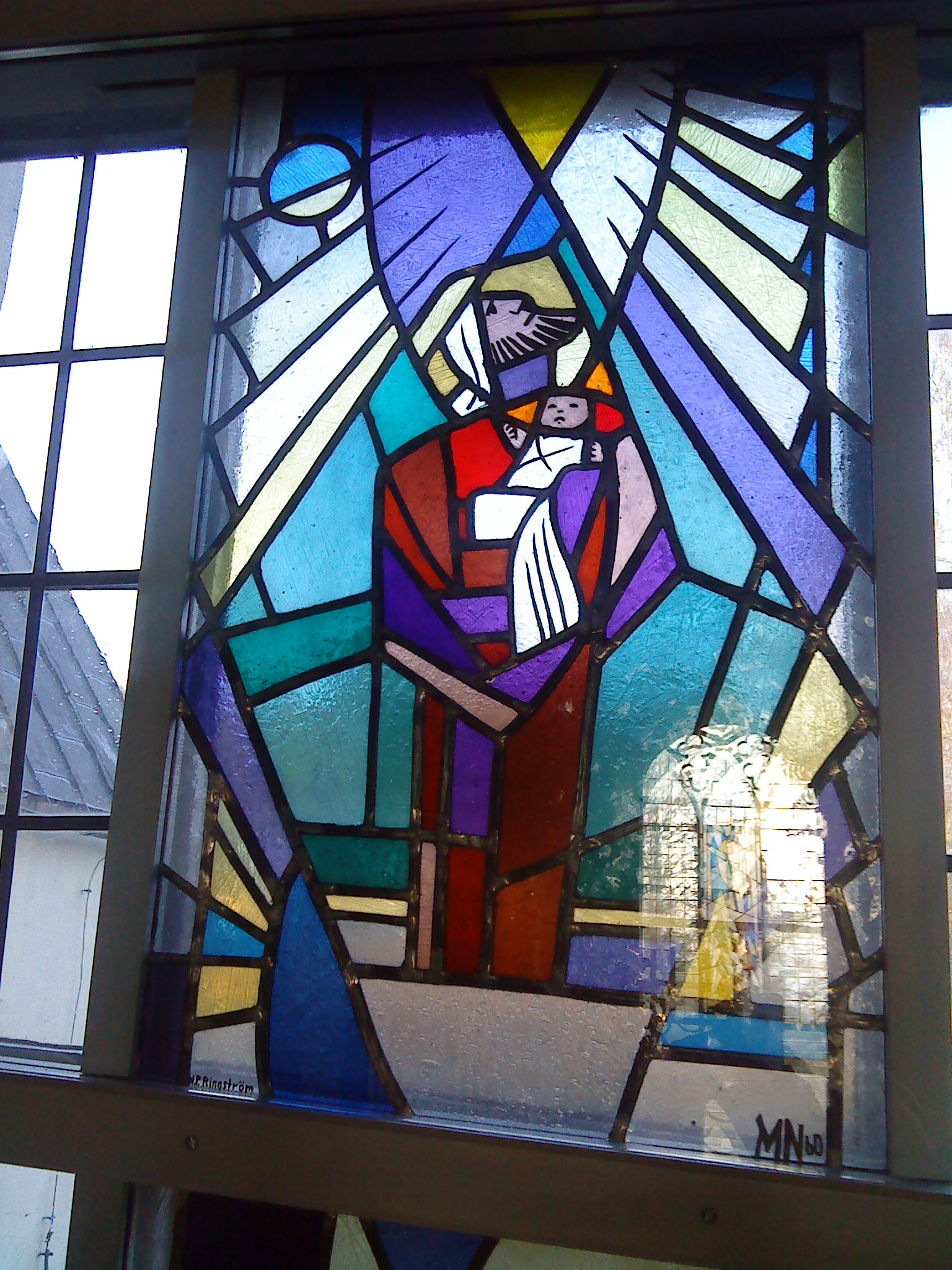
Completoriet (mellersta glaset).

## Staty
Strax sydost om kyrkogården, mellan kyrkan och länsväg 600 står en staty, som föreställer spelemannen Gås-Anders (1815–1896). Statyn är gjord i brons av Bror Hjorth och invigdes Kristi Himmelsfärds dag 1944.